# 資治通鑑綱目
《資治通鑑綱目》是朱熹生前未能定稿的史學巨著，其門人趙師淵於樊川書院續編完成，共59卷。內容注重嚴分正閏之際、明辨倫理綱常，並注意褒貶春秋筆法。全書以“綱目”為體，綱仿《春秋》，目仿《左傳》，朱熹完成“綱”的部份，趙師淵續成“目”的部份。

## 内容
《資治通鑑綱目》創造了一種新的“綱目體”史書體裁，實為編年體的變種，明代南軒、商輅又各別為《資治通鑑綱目》撰寫了「前編」和「續編」。但是《通鑑綱目》並沒有做原始材料的收集與裁定，所以連一般歷史家所作的初步工作也沒有，史學價值不高。南宋人王应麟即表示：“《纲目》删‘玄不敢复言，乃令张玄重请’二句，则围棋为张玄乎？谢玄乎？”章太炎亦曰：“《纲目》本之《资治通鉴》，非晦庵亲著，乃其弟子赵师渊所作。“孔子作《春秋》，笔则笔、削则削，游、夏之徒不能赞一词。”晦庵则付之弟子，而自居其名。唐乔补阙知之有婢曰碧玉，善歌，知之为之不婚。不婚者，不娶妇也。《纲目》去一不字，曰：‘知之为之婚。’纰谬之处，可见一斑。”宋、明以來，有許多人為《資治通鑑綱目》附加價值，如尹起莘寫了《發明》，劉友益寫了《綱目書法》，汪克寬寫了《綱目凡例考異》，明人瞿佑为其书考订正误，永乐八年刻行瞿佑的《資治通鑑綱目集览镌误》，把《資治通鑑綱目》更加神秘化。
崇禎三年陳仁錫將三書合印出版時，已有朱熹、王柏、文天祐、李方子、尹起莘、劉有益、揭傒斯、賀善榘、倪士毅、汪克寬、王幼學、徐昭文、陳濟、楊文貞、馮智舒、黄仲昭、余以能等多人舊序。另外，陈济撰《纲目集览正误》，冯智舒撰《纲目质实》，元人王幼学編有《资治通鑑纲目集览》五十九卷。還有陈桱修成《通鑑续编》二十四卷，陈均的《皇朝编年纲目被要》三十卷和《中兴两朝纲目备要》十八卷，不著撰人的《两朝綱目備要》十六卷。
康熙四十六年（1707年），清聖祖為《資治通鑑綱目》加上御批，由宋犖等重新汇编，校刻出版，命名《御批通鑑纲目全书》，凡一百九十卷，加強了這本書的政治性，乾隆十一年閏三月修成《御撰資治通鑑綱目三編》，共二十卷，此書乃賡續明嘉靖翰林院庶吉士南轩编写的「前編」，朱熹的《資治通鑑綱目》「正編」與商輅的《續資治通鑑綱目》而作。邵廷采就说：“《尚书》、《春秋》经而史矣”，《通鑑》、《綱目》“史而经矣”。